# Gran canciller de las Indias

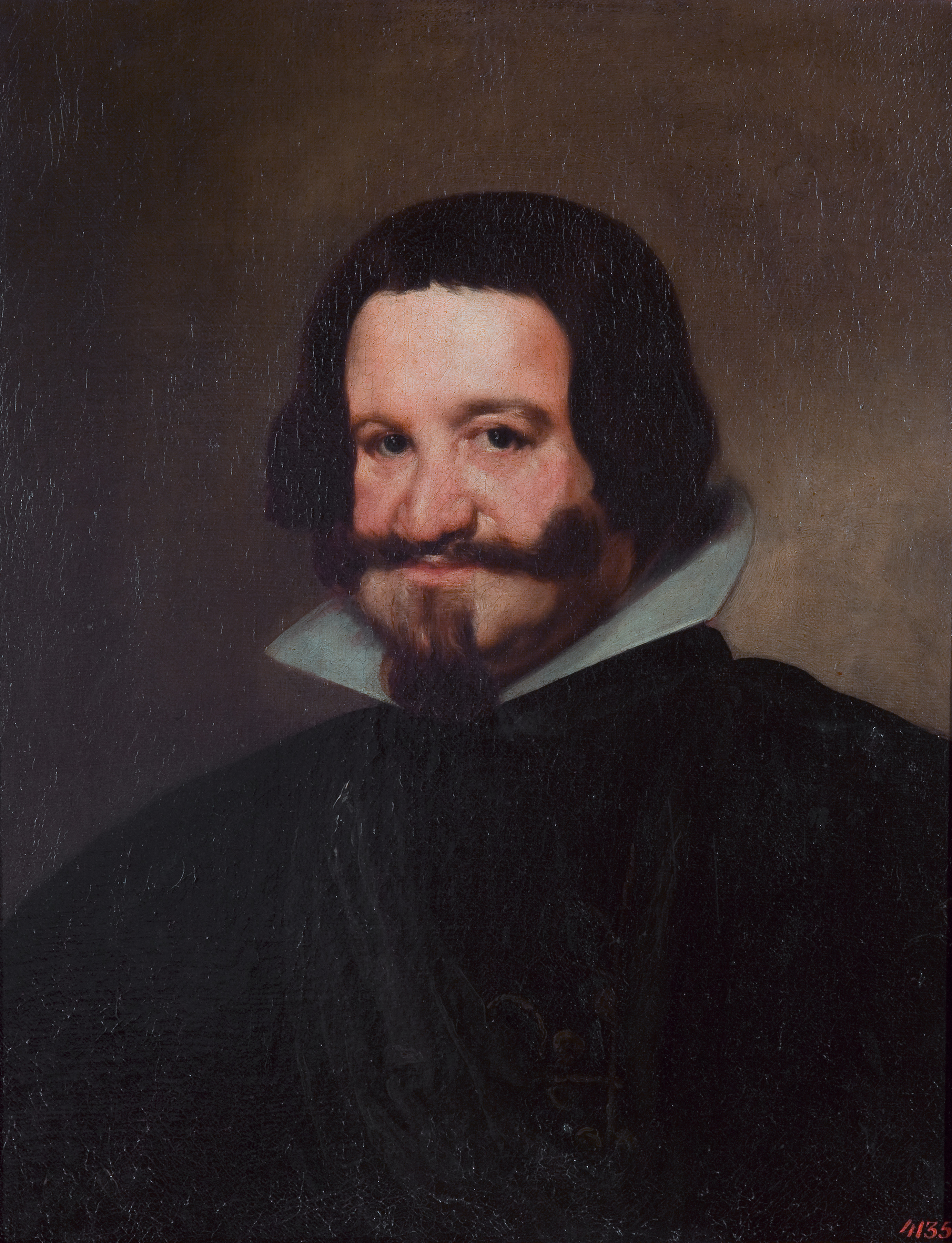
Retrato del conde-duque de Olivares, que fue gran canciller de las Indias

El gran canciller de las Indias fue el encargado de la nueva Cancillería que se creó tras la conquista del Nuevo Mundo.

## Historia
La Cámara de Castilla fue única y universal hasta la creación sucesiva de las demás cámaras y consejos, y lo propio sucedía con la Cancillería de Castilla. Descubierto el Nuevo Mundo y creado el Consejo de Indias se estableció, como era consiguiente, la Cancillería del mismo nombre. Por ella se expedían y refrendaban cédulas, títulos, gracias y privilegios relativos a los nuevos dominios.  Esta Cancillería, suprimidos el Consejo y Cámara de su nombre se incorporó a la de Castilla y siguió su suerte.